# 科瓦兰
科瓦兰（Kovalam）是印度喀拉拉邦南端的一个海滩市镇，濒临阿拉伯海，位于特里凡得琅市以南16公里。

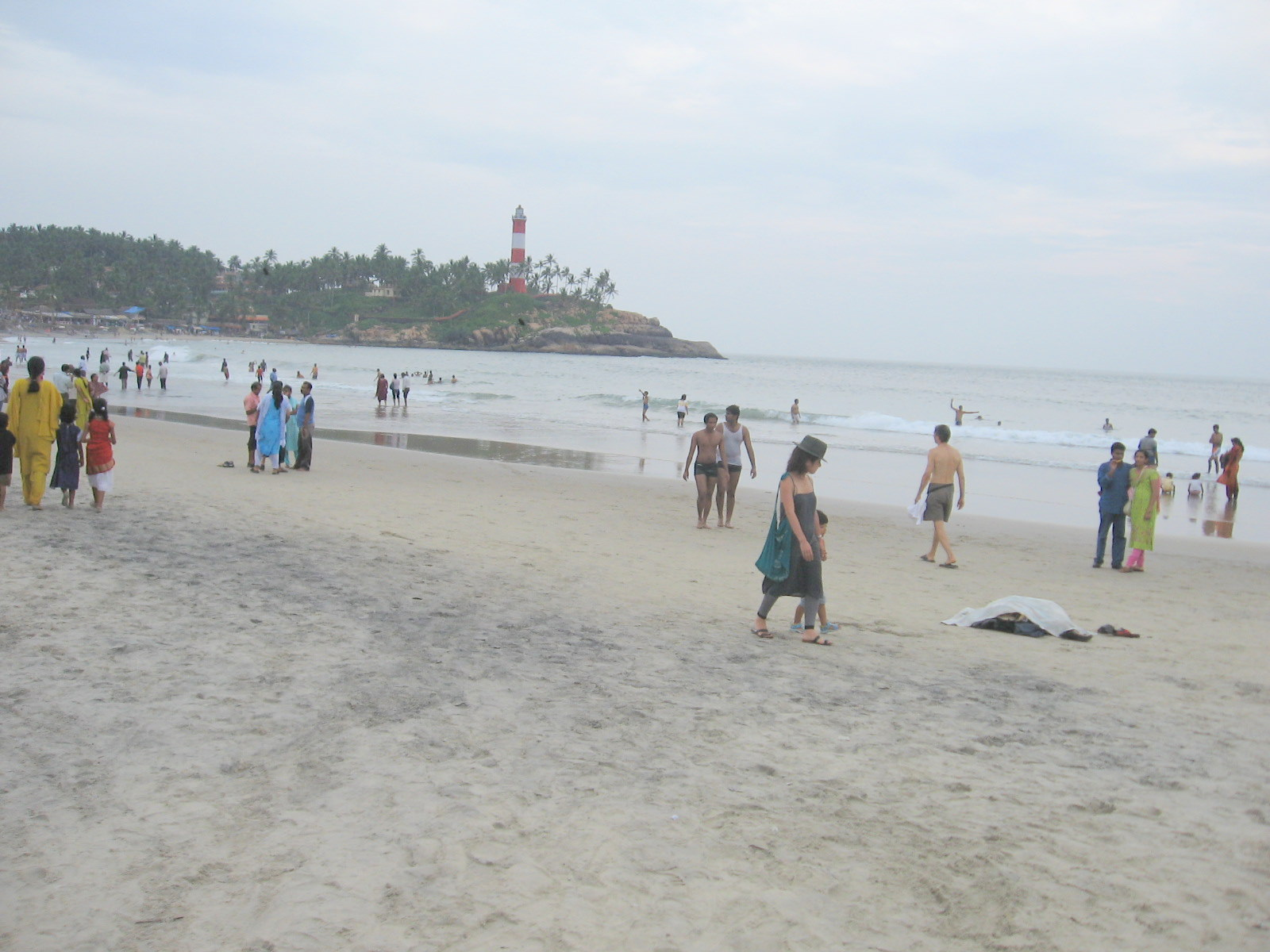
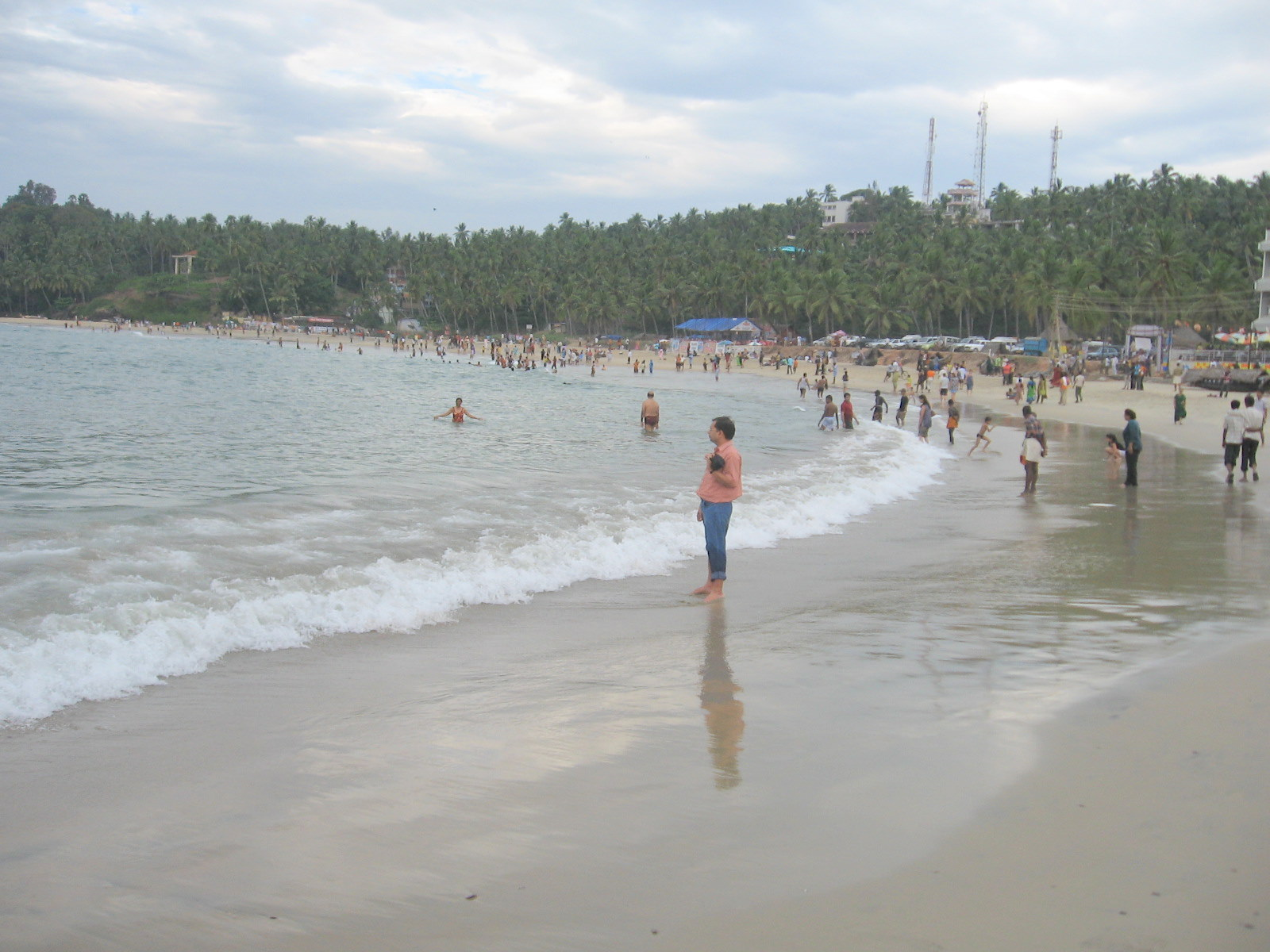
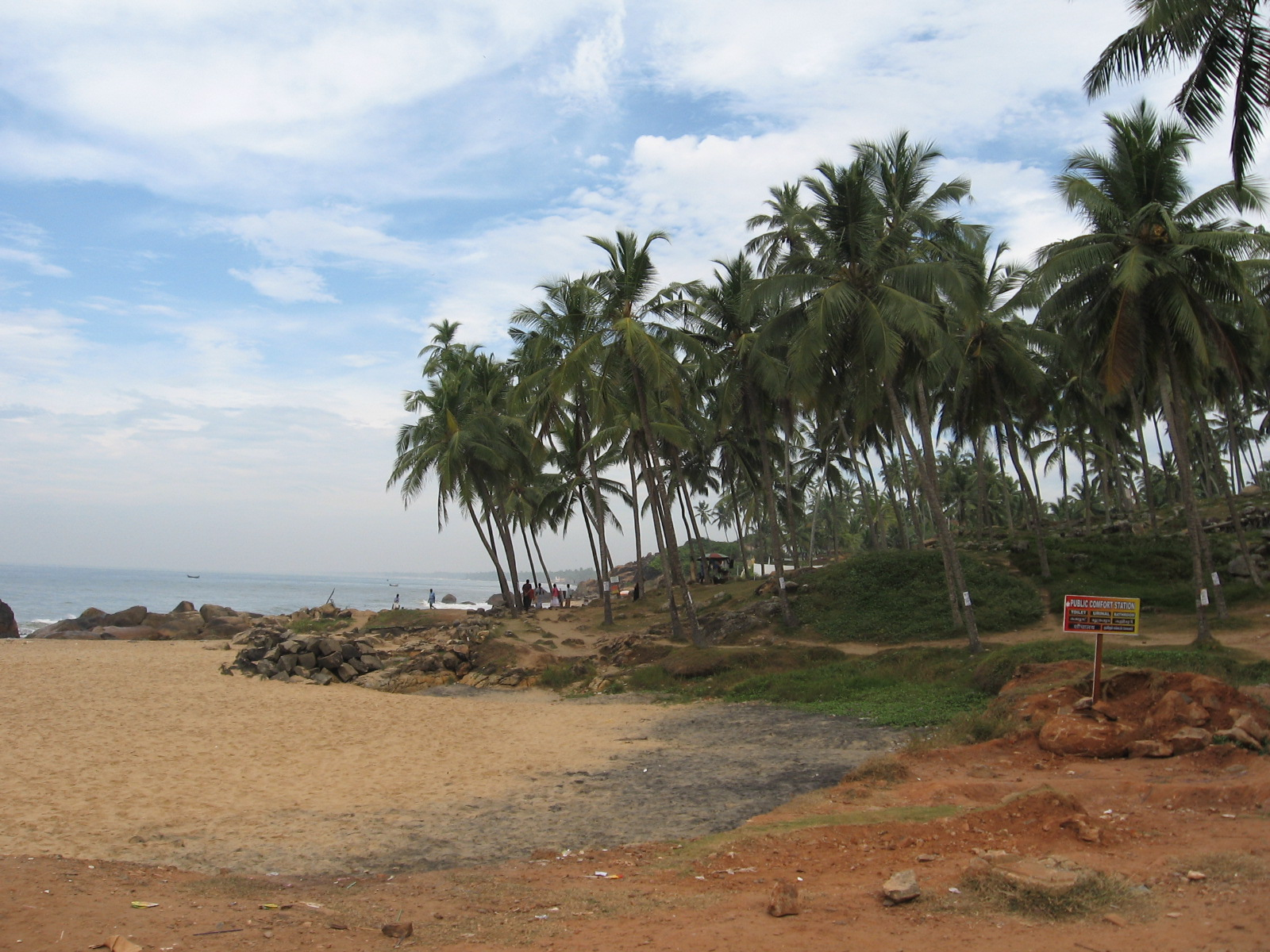
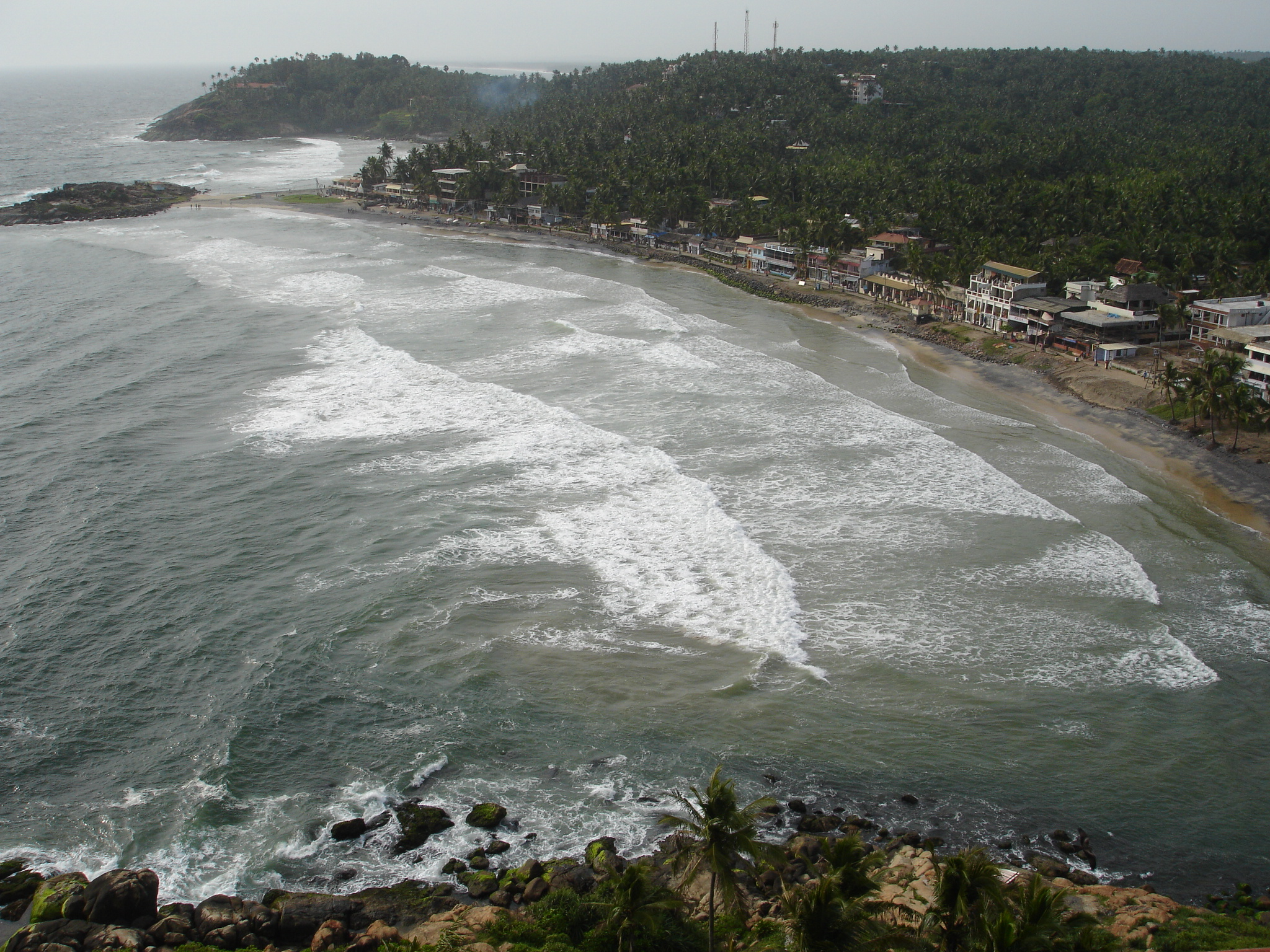
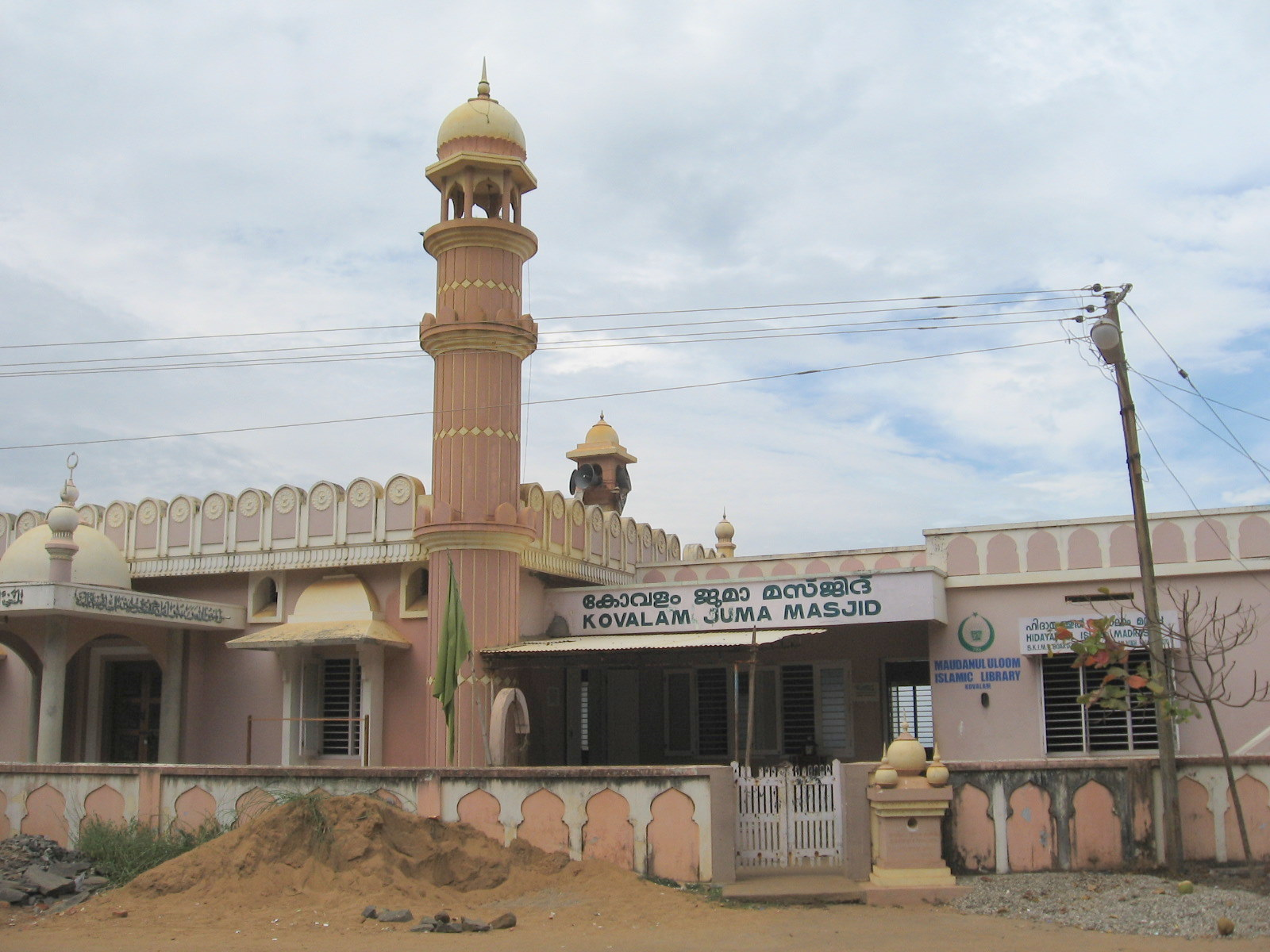
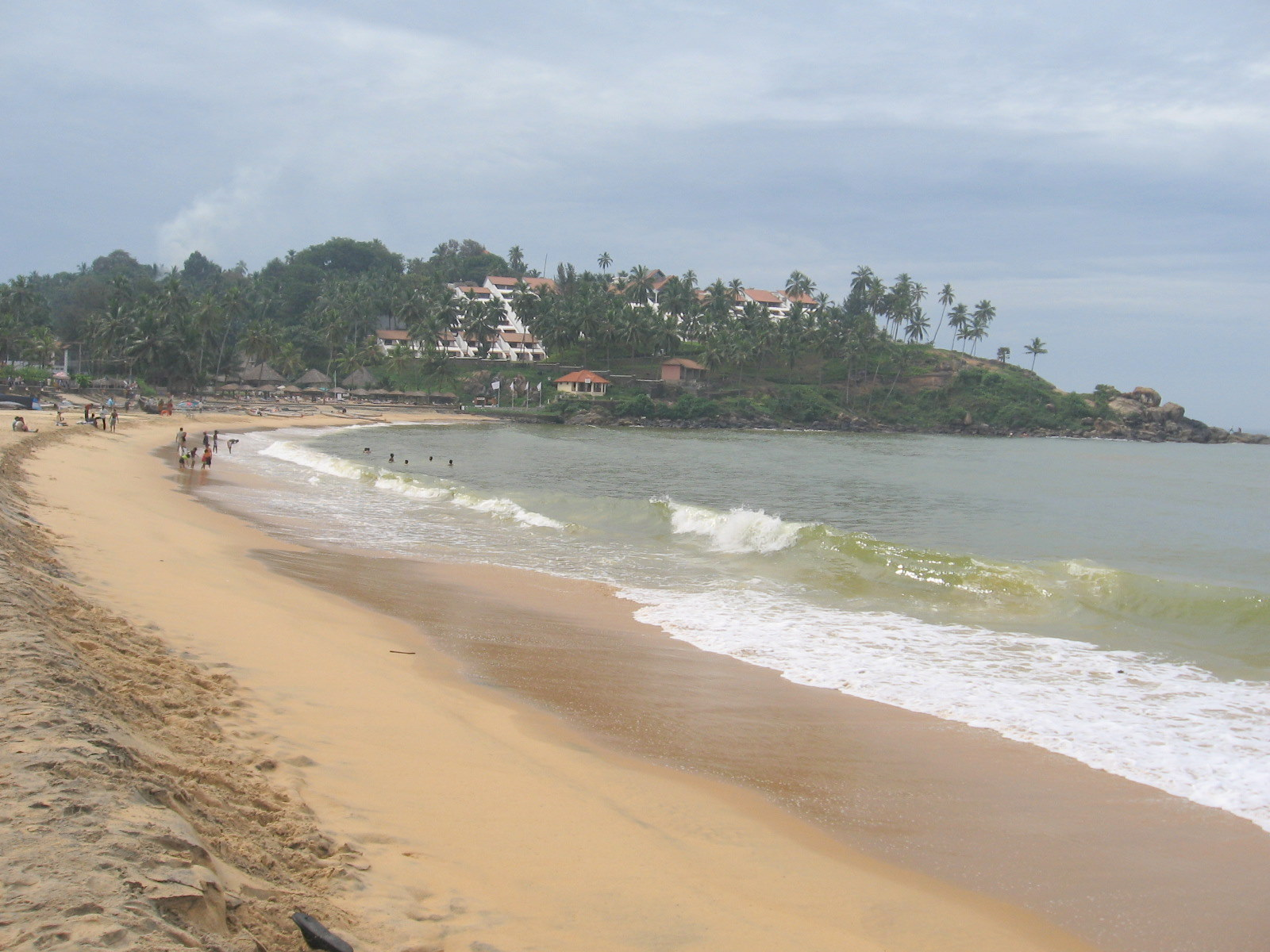

科瓦兰意为椰树林。它也被称为南方的天堂